# Ponte del Giubileo (Queensferry)
Il Ponte del Giubileo, conosciuto anche come Ponte Blu per via del suo colore, è un ponte in acciaio sul fiume Dee nel Galles, nei pressi della cittadina di Queensferry.

## Storia

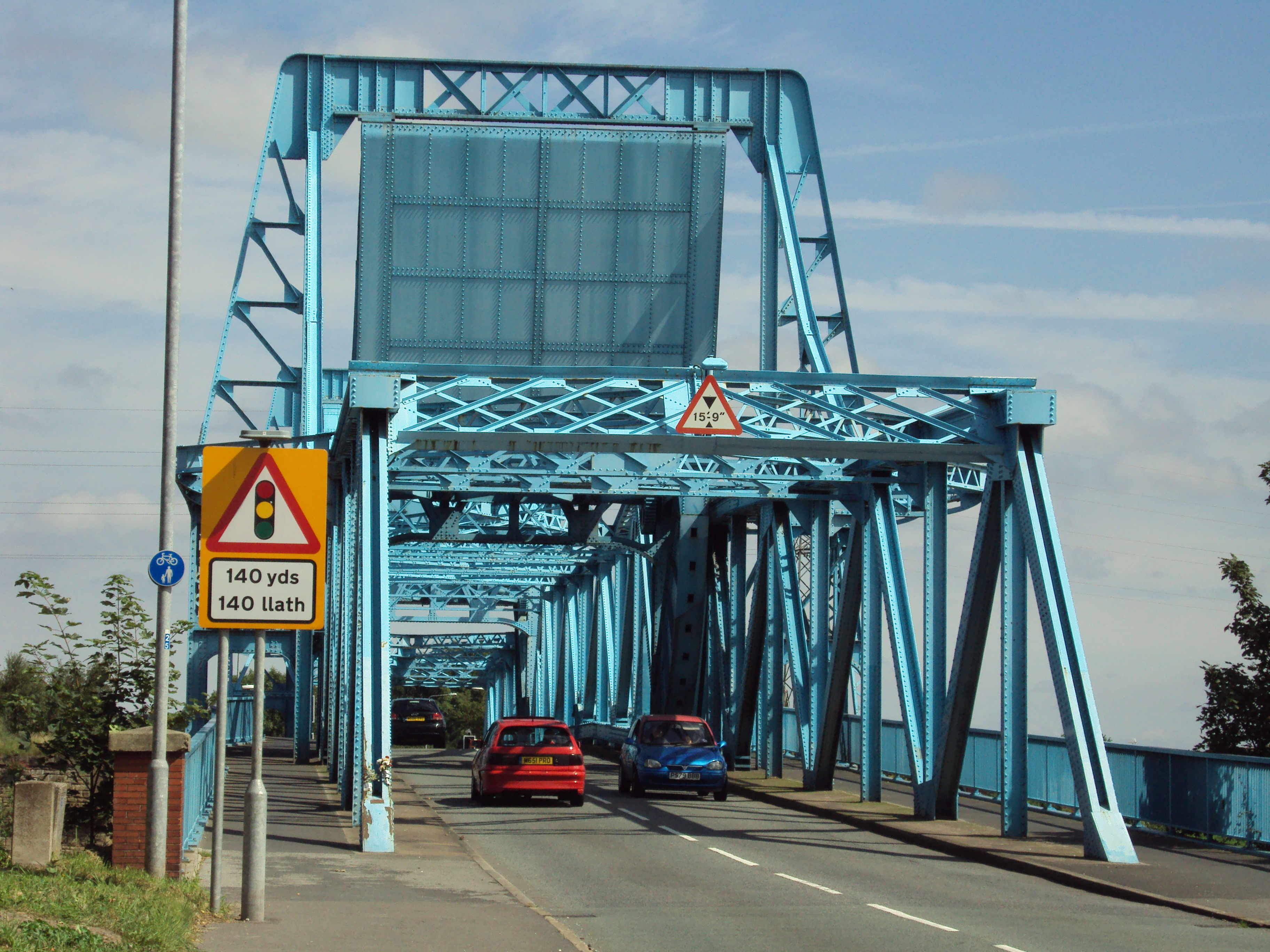
L'ingresso del Ponte del Giubileo

In origine l'attraversamento del fiume Dee in questa zona era effettuato tramite un servizio di traghetti chiamato King's Ferry, ribattezzato Queen's Ferry quando Vittoria divenne regina nel 1837. Nel 1894 si decise di costruire un ponte a pedaggio in legno; la struttura fu inaugurata nel 1897, durante il giubileo di diamante della regina, e per questo fu chiamata Ponte del Giubileo.
Il ponte in legno, non più in grado di sostenere il traffico automobilistico, fu sostituito nel 1927 dall'attuale ponte in metallo. La nuova struttura è stata progettata dallo studio di ingegneria Mott, Hay and Anderson e costruita tra il 1925 e il 1927 dall'impresa di costruzioni Sir William Arrol & Co. Pochi metri a nord del ponte sono ancora visibili gli appoggi della struttura del 1897.
Fino al 1962, quando fu affiancato da un moderno ponte in cemento armato, il Ponte del Giubileo rappresentava l'unico attraversamento sul fiume Dee della zona e serviva una delle principali arterie stradali dirette verso il nord del Galles.
Nel 2005 è stato dichiarato listed building di Grade II dal Cadw, l'organismo del governo gallese per la conservazione del patrimonio architettonico della regione.

## Descrizione
Per consentire la navigazione lungo il fiume il Ponte del Giubileo è stato realizzato come ponte mobile di tipo basculante, con le due metà della campa centrale che si aprivano ruotando verticalmente in modo da permettere il passaggio di imbarcazioni di grandi dimensioni. Negli anni 1960 la navigazione commerciale lungo il fiume Dee è cessata e il meccanismo che permetteva al ponte di aprirsi è stato rimosso.
Il ponte ha una struttura portante in acciaio ed è costituito da una campata centrale di 40,8 metri e due campate laterali di 40,5 metri ciascuna. L'impalcato ha una larghezza di circa 10 metri ed ospita due corsie stradali, una per senso di marcia, e due marciapiedi pedonali. L'impalcato si trova a circa 4 metri rispetto alla superficie del fiume, permettendo alle barche di piccole dimensioni di continuare a navigare sotto di esso.